# 니라가와촌
니라가와촌(일본어: 韮川村)은 일본 군마현의 동부, 야마다군에 속해있던 촌이다.

## 역사
- 1889년 4월 1일 - 정촌제 시행에 의해  니라가와촌이 성립하였다.
- 1893년 7월 15일 - 야나가와촌, 규하쿠촌이 분립하였다.
- 1941년 4월 1일 - 구 오타정, 구아이촌, 사와노촌과 합병해 오타정이 되었다.
- 1948년 5월 3일 - 오타정이 시로 승격해 오타시가 되었다.

## 교통

### 철도
- 도부철도
  - 도부 이세사키선

## 참고 문헌
- 角川日本地名大辞典編纂委員会, 『角川日本地名大辞典 10 群馬県』1988, 角川書店